# Cloudscape (album)
Cloudscape is het debuutalbum van de Zweedse metalband Cloudscape, uitgebracht in 2004 door Metal Heaven.

## Track listing
1. As the Light Leads the Way - 4:42
2. Under Fire - 5:27
3. Aqua 275 - 4:11
4. Witching Hour - 5:00
5. In These Walls - 5:35
6. Out of the Shadows - 5:07
7. Everyday is Up to You - 4:00
8. Dawn of Fury - 4:37
9. Slave - 5:33
10. The Presence of Spirits - 4:31
11. Scream - 4:15
12. Losing Faith - 4:58

## Band
- Michael Andersson - zanger
- Bjorn Eliasson - gitarist
- Patrik Svard - gitarist
- Hans "Haze" Persson - bassist
- Roger Landin - drummer